# Lillian Gordy Carter
Pour les articles homonymes, voir Gordy (homonymie) et Carter.
Lillian Gordy Carter, née le 15 août 1898 et morte le 30 octobre 1983, est la mère du président américain Jimmy Carter.

## Biographie
Elle est la fille de James Jackson Gordy (1863-1948) et de Mary Ida Nicholson (1871-1951).

## Mariage et enfants
Le 27 septembre 1923, elle épouse James Earl Carter (1894-1953) avec qui elle a eu quatre enfants :
- Jimmy Carter (1924-2024)
- Gloria Carter (1926-1990)
- Ruth Carter (1929-1983)
- Billy Carter (1937-1988)

## Fin de vie et décès
À la fin du mandat de son fils, en janvier 1981, on lui a diagnostiqué un cancer du pancréas, ainsi qu'à sa fille Ruth, qui mourut un mois avant elle à seulement 54 ans. Elle décéda de sa maladie le 30 octobre 1983, alors âgée de 85 ans.

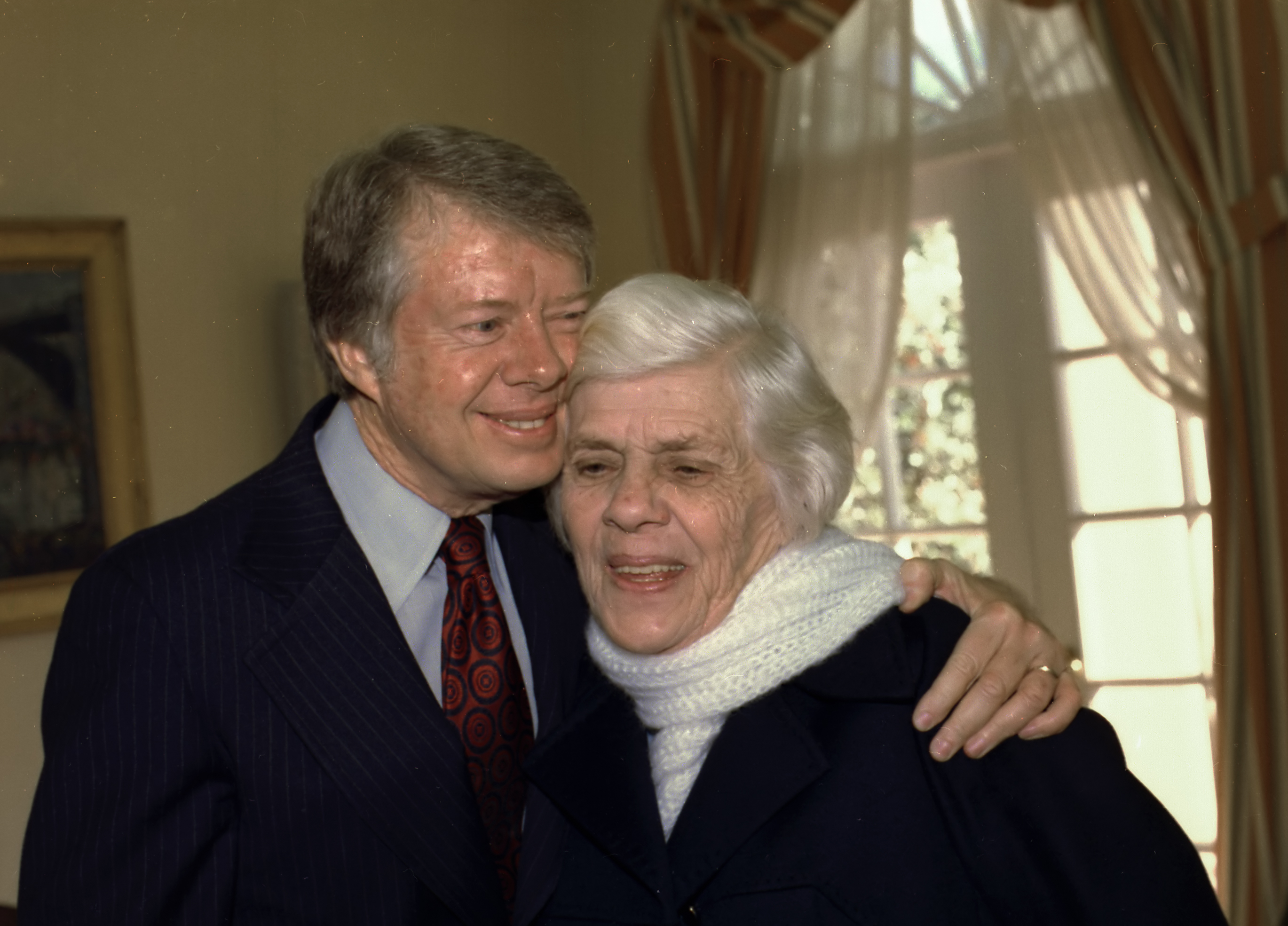
Lillian Carter et son fils Jimmy le 17 février 1977.